# 할 수 있는 자가 구하라 (시트콤)
《할 수 있는 자가 구하라》는 윤성호 감독의 웹 드라마 《할 수 있는 자가 구하라》를 각색한 MBC 플러스 미디어의 텔레비전 시트콤이다. 100% 사전 제작된 작품으로, 2012년 2월 4일부터 2012년 3월 31일까지 MBC 에브리원에서 방영하였다.

## 등장 인물
- 박희본 : 구희본 역
- 박혁권 : 전영록 역
- 김성령 : 김성령 역
- 황제성 : 윤피디 역
- 나수윤 : 나인턴 역
- 조한철 : 오실장 역
- 윤박 : 윤박 역
- 박주희 : 박주희 역
- 백수장 : 백수장 역
- 박종환 : 박종환 역
- 정승길 : 브레들리 홍 역
- 조성하 : 오디션 심사위원 역

## 방송 회차
| 회차 | 방영일          | 부제                |
| ---- | --------------- | ------------------- |
| 1화  | 2012년 2월 4일  | 두근두근 자영업     |
| 2화  | 2012년 2월 11일 | 두근두근 서바이벌   |
| 3화  | 2012년 2월 18일 | 두근두근 브런치     |
| 4화  | 2012년 2월 25일 | 두근두근 게슈탈트   |
| 5화  | 2012년 3월 3일  | 두근두근 윤박연대   |
| 6화  | 2012년 3월 10일 | 두근두근 매니저리그 |
| 7화  | 2012년 3월 17일 | 두근두근 생방송     |
| 8화  | 2012년 3월 24일 | 두근두근 대표공천   |
| 9화  | 2012년 3월 31일 | 두근두근 회자정리   |